# Peter Androsch

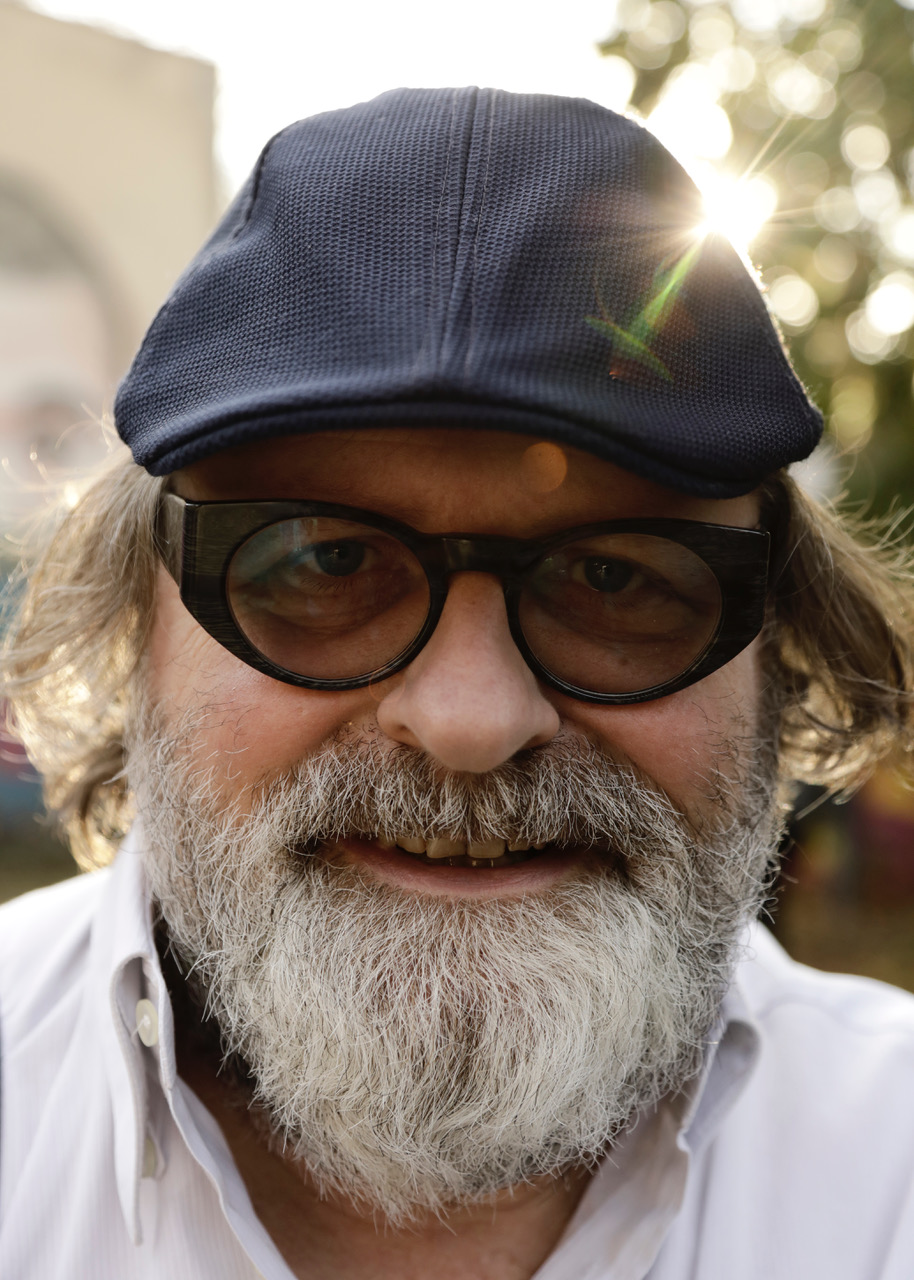
Peter Androsch (2019)

Peter Androsch (* 12. Jänner 1963 in Wels, Oberösterreich) ist ein österreichischer Komponist, Publizist, Musiker und bildender Künstler, der seit 1969 in Linz lebt.

## Leben und Wirken
Als Gitarrist und Komponist spielte Androsch bereits während seiner Schulzeit am Akademischen Gymnasium Linz in verschiedenen lokalen (Jazzrock-)Bands. Während der Gymnasialzeit begann er das Jazzseminar bei Adelhard Roidinger am Linzer Brucknerkonservatorium sowie nach der Matura Volkswirtschaftslehre an der Kepler Universität Linz zu studieren, gab aber beide Studien für ein Leben zunächst als Musiker auf. Er arbeitete mit verschiedenen Musikern wie Günther Gessert und Wolfgang Fadi Dorninger zusammen und war Teil von Ensembles wie Monochrome Bleu, Soundso und dem Ensemble Camorra, mit denen er zahlreiche Auftritte und Tourneen unter anderem durch Österreich, Deutschland und die USA bestritt. Gegenwärtig bildet er mit Didi Bruckmayr und Bernd Preinfalk die Band Dr. Didi, die sich der freien Improvisation verschrieben hat.
Instrumental, musiktheoretisch und kompositorisch bildete sich Androsch unter anderem als Schüler von Harry Pepl, Werner Pirchner sowie bei Keith Goddard in Simbabwe weiter. Ebendort setzte sich Androsch auch mit der archaischen Musik der Tonga auseinander. Nicht zuletzt dadurch bewegte er sich sukzessive von seinen musikalischen Wurzeln im Jazz und in der Popmusik hin zur sogenannten Neuen Musik. Das Festival der Regionen und das Landestheater Linz unter Intendant Michael Klügl boten Androsch eine Plattform für seine ersten Musiktheaterarbeiten und Opern. Einem breiten Publikum wurde der Komponist Peter Androsch mit der Musik zu Andreas Grubers Film Hasenjagd – Vor lauter Feigheit gibt es kein Erbarmen bekannt.
Über seine musikalische Arbeit hinaus ist Androsch seit Ende der 1980er Jahre auch regelmäßig kulturjournalistisch und publizistisch tätig. Er schrieb unter anderem für die AZ/OÖ und das Tagblatt und tritt seit 2007 immer wieder mit Beiträgen zur gesellschaftlichen, politischen, wirtschaftlichen und ökologischen Dimension des Hörens und des akustischen Raumes in Erscheinung. Weiters unterrichtet Androsch an der Universität für künstlerische und industrielle Gestaltung Linz.
Sein umfassendes Interesse an der akustischen Sphäre trug ihm die Berufung zum künstlerischen Leiter der Sparte Musik der Europäischen Kulturhauptstadt Linz09 ein. Androsch gestaltete dabei nicht nur ein facettenreiches Musikprogramm mit mehreren Großvorhaben, sondern stellte mit dem bis heute bestehenden Projekt Hörstadt die Auseinandersetzung mit dem akustischen Raum in den Mittelpunkt. Im Zuge von Hörstadt verfasste Androsch am 100. Jahrestag der Erstveröffentlichung des Futuristischen Manifestes unter dem Titel Das Akustische Manifest 2009 eine Gegenschrift, setzte mit der Stadt Linz die Linzer Charta zur nachhaltigen Gestaltung und Entwicklung des akustischen Raumes auf und initiierte eine bewusstseinsbildende Aktion gegen die Zwangsbeschallung in Geschäfts- und Gastronomielokalen. Weiters etablierte Androsch für Linz09 mit dem 2010 wieder geschlossenen Akustikon eine museumsartige Welt des Hörens, deren Hauptattraktion zwei von Androsch konzipierte Hörmöbel namens Polyphon waren. Das Polyphon I enthielt Klänge aus dem Weltall, das Polyphon II Hörbeispiele von in unterschiedlichen Epochen und Kulturen verbotener Musik.
2013 gründete Androsch mit Bernd Preinfalk das Musikfestival Landgänge, das seither jährlich in Freistadt und den beiden Kirchen von St. Peter bei Freistadt stattfindet. Daraus entstand das Netzwerk europäischer avancierter Musik n:eam, das mit Kooperationspartnern in Italien und Deutschland eine rege Zusammenarbeit unterhält. 2017 konzipierte und kuratierte Androsch das internationale Festival für Hall, Raum und Musik Reverb in Regensburg.
In Androschs außermusikalisches Wirken fällt die Mitgründung der überparteilichen Plattform Respekt.net 2010.

## Werke
In Folge seiner Vielseitigkeit ist Androschs Œuvre in seiner Gesamtheit schwer zu überblicken. Ein detailliertes Werkverzeichnis findet sich auf der Website des Künstlers, der sich selbst als Schallkünstler versteht, der sich mit dem Erzeugen, Formen und Erforschen von Schall befasst. Arbeiten für Musiktheater bilden einen Schwerpunkt in Androschs Werk, das aber auch Orchester-, Kammer- sowie Film- und Bühnenmusik enthält. Es liegt in Form von Partituren und CDs vor.
Dazu kommen die grafischen Phonographien, in denen Androsch Teile von Notenmanuskripten und Partituren zu Schriftlandschaften übereinander schichtet. Zu den Phonographien zählt auch Androschs großes Kunst-am-Bau-Projekt Linzer Schriften in Linz-Mitte, das mittels der Handschriften herausragender Linzer Persönlichkeiten die Geschichte eines anderen Linz erzählt.

### Musiktheater (Auswahl)
- 1993: Bellum Docet Omnia, Uraufführung am 19. September 1993 in Wartberg ob der Aist beim Festival der Regionen
- 1993: Komplizierte Trierer, Uraufführung am 20. November 1993 im Vogtland-Theater Plauen
- 1995: Die Achse des Ofens – Das Projekt St. Peter, Uraufführung am 19. September 1995 in der VOEST Linz beim Festival der Regionen
- 1996: Geschnitzte Heiligkeit – Anton Bruckner und die Frauen nach einem Libretto von Harald Kislinger, Uraufführung am 17. September 1996 beim Internationalen Brucknerfest Linz
- 2001: Zeichner im Schnee nach einem Libretto von Franz Blaas, Uraufführung am 7. Jänner 2001 am Landestheater Linz
- 2005: Schwarze Erde – Zwölf Gesänge nach Stifter nach einem Text von Silke Dörner, Uraufführung am 22. Oktober 2005 am Landestheater Linz
- 2013: Spiegelgrund nach Texten von Silke Dörner, Bernhard Doppler und Likurg, Uraufführung am 25. Jänner 2013 im Historischen Sitzungssaal des österreichischen Parlamentes in Wien
- 2016: Marx Eins, Uraufführung am 5. März 2016 am Theater Trier
- 2018: Goldküste – Ein Bericht an eine Akademie nach Franz Kafkas Ein Bericht für eine Akademie, Uraufführung 11. Mai 2018 am Theater an der Rott, Eggenfelden
- 2020: Die Schule oder das Alphabet der Welt, Uraufführung 19. Jänner 2020 im Musiktheater Linz[3]

### Kammermusik (Auswahl)
- 2009: Trattato, Uraufführung am 4. November 2009 im Brucknerhaus Linz beim Festival 4020
- 2010: La Voce della Stella / La Luce della Stella, Uraufführung am 20. Juni 2010 auf Schloss Neuhaus
- 2010: Doble Paso Doble, Uraufführung am 16. September 2010 in der Zentralbibliothek Essen bei RUHR.2010 – Kulturhauptstadt Europas durch das Streichquartett der Duisburger Philharmoniker
- 2013: Himmel, Uraufführung am 14. Mai 2013 im Brucknerhaus Linz
- 2016: Crescendo, Uraufführung am 17. September 2016 in der Minoritenkirche Regensburg von Simone Beneventi und Tom De Dock
- 2016: Marx Wagner Akkorde, Uraufführung am  24. September 2016 in der Minoritenkirche Regensburg vom Ensemble 09

### Orchestermusik (Auswahl)
- 2005: Reperta – für drei Stimmen und Orchester, Uraufführung am 7. Oktober 2005 in der Helmut-List-Halle beim steirischen herbst Graz durch das Radio-Symphonieorchester Wien mit Martyn Brabbins (Dirigent), Anna Maria Pammer, Didi Bruckmayr und Albert Hosp
- 2006: Die große Sackmusik, Uraufführung am 24. Oktober 2006 im Porgy & Bess Wien durch das ensemble xx. jahrhundert

### Bühnen- und Filmmusik (Auswahl)
- 1994: Hasenjagd, Film von Andreas Gruber
- 2002: An wen soll ich schreiben? An Gott?, Uraufführung am 13. Jänner 2002 im Linzer Landestheater
- 2013: Erich Lessing. Der Photograph im Rückspiegel, BBC-Dokumentation von Thomas Hackl

### Buch
- 2009: Hörstadt. Reiseführer durch die Welt des Hörens mit Florian Sedmak, Christian Brandstätter Verlag, ISBN 978-3-85033-318-4

## Auszeichnungen
- 1994: Filmfestspiele San Sebastian – Preis der Jury für Hasenjagd (Regie: Andreas Gruber, Filmmusik: Peter Androsch)
- 1996: Amt der Oberösterreichischen Landesregierung: Talentförderungsprämie für Musik
- 1999: Austro Mechana – Gesellschaft zur Verwaltung und Auswertung mechanisch-musikalischer Urheberrechte GesmbH: Publicity-Preis
- 2000: Landeskulturpreis für Musik vom Amt der Oberösterreichischen Landesregierung
- 2012: Nominierung zum Deutschen Theaterpreis Der Faust für die Kinderoper Freunde
- 2023: Österreichischer Kunstpreis für Musik[4]